# Jean-Claude Suares
Jean-Claude Suares (30 de marzo de 1942 - 30 de julio de 2013) fue un reconocido artista, ilustrador, editor y consultor creativo para muchas publicaciones, y el primer director artístico de página Op-ed de The New York Times.

## Biografía
Suares nació el 30 de marzo de 1942 en Alejandría, Egipto, de un padre sefardí. Su madre era una sobreviviente del bombardeo de Dresde. Él y su familia se trasladaron desde Egipto a Italia cuando era un adolescente. Más tarde, se trasladó a Nueva York, donde asistió brevemente al Pratt Institute. En la década de 1960, se unió a los paracaidistas del Ejército de Estados Unidos y fue enviado a Vietnam, donde trabajó en el personal de Stars and Stripes. También habla varios idiomas. En 1973, dispuso una exposición de arte Op-Ed en el Museo de las Artes Decorativas de París. Durante más de 30 años sus dibujos de historietas han aparecido en The New York Times, en las portadas de The New Yorker y The Atlantic Monthly, y en otras publicaciones periódicas y libros. Escribió, editó o diseñó muchas ilustraciones de libros. También trabajó en la edición de libros. Trabajó con Jacqueline Kennedy Onassis en Doubleday. También diseñó la autobiografía de Michael Jackson, Moonwalk. Estuvo en la película de 1973, It Happened in Hollywood. Murió el 30 de julio de 2013 en Englewood, New Jersey a causa de una infección bacteriana. Tenía 71 años y le sobreviven su esposa de 33 años Nina Duran, y una hermana.

### Revistas en las que trabajó
- Discover
- WWII Magazine
- Columbia College Today
- Connoisseur Magazine
- Armchair General Magazine
- Northeast Luxury Homes
- Men's Health
- Fit Pregnancy
- New York Magazine
- POZ
- JCK Luxury
- Buzz
- Walking
- MAMM
- Scanlan's Monthly
- 7 päivää
- The New York Times Book Review
- Wild West
- The Magazine of American History
- Aviation History
- Inc.
- Fast Company
- Variety
- Publishers Weekly
- Broadcasting & Cable
- Military History Monthly
- The Atlantic Monthly
- The New Yorker

No es una lista completa.

### Libros en los que trabajó
- Sexy Dogs
- Women of iron: the world of female bodybuilders
- Fat Cats
- Cool Mutts
- Alien creatures,
- Great Cats: The Who's Who of Famous Felines
- Funny Babies
- Funny Dogs: Postcard Book
- Funny Puppies
- Funny Kittens
- American anthem
- Cool Cats
- The Photographed Cat
- Hollywood Heavies
- Hollywood Cats
- Hollywood Christmas
- Hollywood Doctors
- Hollywood Weddings
- Hollywood Trains
- Hollywood Kids
- Hollywood Weddings
- The Literary dog
- Passion for Roses
- Flight: A Poster Book
- The Illustrated Cat: a poster book
- Socks Goes to Washington: The Diary of America's First Cat
- City Dogs
- The Illustrated Flower
- Rocketship: An Incredible Voyage Through Science Fiction and Science Fact
- Black & white dogs
- A Passion for Kittens
- The Snoopy Collection
- Crash Helmet
- The Nutty Joke Book
- Washington, D.C.
- The Rough
- Gruff Goat Brothers Rap
- Dog Box 24 Assorted Notecards and Envelopes
- Better Times: the indispensable guide to beating hard times
- Real Clothes
- The Big Book of Babies
- The Big Book of Horses
- The Big Book of Dogs
- The Big Book of Cats

No es una lista completa.